# Hierges
Hierges település Franciaországban, Ardennes megyében. Lakosainak száma 164 fő (2022. január 1.). Hierges Aubrives, Vireux-Molhain és Vireux-Wallerand községekkel határos.

## Népesség
A település népességének változása:
| Lakosok száma | 297  | 300  | 254  | 202  | 208  | 208  | 195  | 170  | 167  | 164  |
|               | 1968 | 1982 | 1990 | 2006 | 2013 | 2015 | 2017 | 2019 | 2020 | 2022 |